# Agrostis keniensis
Agrostis keniensis är en gräsart som beskrevs av Pilg.. Agrostis keniensis ingår i släktet ven, och familjen gräs. Inga underarter finns listade i Catalogue of Life.